# Liste des monuments historiques de Westhoffen
Ce tableau présente la liste de tous les monuments historiques de Westhoffen (Bas-Rhin), classés ou inscrits.

## Monuments historiques
Selon la base Mérimée, il y a 11 monuments historiques à Westhoffen, inscrits ou classés.

## Mobiliers historiques
Selon la base Palissy, il y a 6 objets monuments historiques à Westhoffen.
| Monument historique                                                                | Localisation                    | Protection | Date de la protection | Référence            | Photo |
| ---------------------------------------------------------------------------------- | ------------------------------- | ---------- | --------------------- | -------------------- | ----- |
| orgue de tribune : partie instrumentale de l'orgue                                 | église protestante Saint-Martin | classé     | 2001                  | Notice no PM67001140 |       |
| orgue de tribune : buffet d'orgue                                                  | église protestante Saint-Martin | classé     | 2001                  | Notice no PM67001139 |       |
| orgue de tribune                                                                   | église protestante Saint-Martin | classé     | 2001                  | Notice no PM67001138 |       |
| service de communion protestant : 3 aiguières de communion                         | église protestante              | classé     | 2003                  | Notice no PM67000905 |       |
| service de communion : coupe, plat, cuillère et boîte pour le pain de la communion | église protestante              | classé     | 2003                  | Notice no PM67000904 |       |
| aiguière et bassin de baptême (service de baptême)                                 | église protestante              | classé     | 2003                  | Notice no PM67000903 |       |